# Station Templeuve
Station Templeuve is een voormalig spoorwegstation langs spoorlijn 75A (Moeskroen-Froyennes) in Templeuve, een deelgemeente van de stad Doornik.

## Aantal instappende reizigers
De grafiek en tabel geven het gemiddeld aantal instappende reizigers weer op een week-, zater- en zondag.
| Tabel: aantal instappende reizigers station Templeuve | Tabel: aantal instappende reizigers station Templeuve | Tabel: aantal instappende reizigers station Templeuve | Tabel: aantal instappende reizigers station Templeuve |
|                                                       | Weekdag                                               | Zaterdag                                              | Zondag                                                |
| ----------------------------------------------------- | ----------------------------------------------------- | ----------------------------------------------------- | ----------------------------------------------------- |
| 1977                                                  | 48                                                    | 10                                                    | 6                                                     |
| 1978                                                  | 42                                                    | 14                                                    | 19                                                    |
| 1979                                                  | 42                                                    | 8                                                     | 20                                                    |
| 1980                                                  | 54                                                    | 9                                                     | 5                                                     |
| 1981                                                  | 29                                                    | 8                                                     | 6                                                     |
| 1982                                                  | 35                                                    | 17                                                    | 12                                                    |
| 1983                                                  | 89                                                    | 22                                                    | 14                                                    |

Barry-Maulde · 
Blandain · 
Chercq · 
Doornik · 
Ere · 
Froyennes · 
Havinnes · 
Havinnes-Village · 
Kain · 
Templeuve · 
Vaulx · 
Willemeau-Froidmont
0,0: Moeskroen ·
2,1: Herzeeuw-Plaats ·
3,4: Herzeeuw ·
6,9: Leers-Nord ·
9,4: Néchin ·
12,5: Templeuve ·
15,6: Froyennes